# Strongylognathus karawajewi
Strongylognathus karawajewi é uma espécie de insecto da família Formicidae.
É endémica de Ucrânia.

## Modo de vida
A S. karawajewi é uma formiga parasita que habita nos formigueiros de outras espécies (como a Tetramorium caespitum, a T. moravicum, a T. karakalense, a T. inerme ou a T. perspicax). A contrário de outras formigas parasitas, a S. karawajewi tem obreiras, não mata a rainha hospedeira e não captura escravos.

## Bibliogafia
- Pisarski, Bohdan (10 de dezembro de 1966). «Études sur les fourmis du genre Strongylognathus Mayr (Hymenoptera, Formicidae).» (PDF). Varsóvia. Annales Zoologici (em francês). 23 (22): 509-523. Consultado em 18 de outubro de 2018 (descrição nas páginas 521-522)